# Paint It, Black
Paint It Black, znany także jako Paint It, Black (pisownia z błędem typograficznym) – utwór brytyjskiego zespołu muzycznego The Rolling Stones, który został napisany przez Micka Jaggera i Keitha Richardsa. Piosenka ukazała się w formie singla 6 maja 1966 roku i promowała amerykańską wersję płyty zespołu zatytułowaną Aftermath.
Singel dotarł na pierwsze miejsce amerykańskiej listy Hot 100 według magazynu Billboard (trzeci „numer jeden” zespołu w USA) oraz na szczyt brytyjskiej listy przebojów (szósty „numer jeden” w kraju). W 1966 roku piosenka zajęła 21. miejsce w rocznym zestawieniu magazynu Billboard.
Utwór doczekał się wielu przeróbek, a swoją wersję „Paint It, Black” nagrali wykonawcy, tacy jak m.in. Eric Burdon & War (31. miejsce na listach przebojów w Holandii), U2, London Symphony Orchestra, Omega, Deep Purple, Saxon, W.A.S.P., Azúcar Moreno, Chris Farlowe, Panzer X czy The Feelies. Piosenka ukazała się też w kilku wersjach językowych: po polsku (Grabaż i Strachy na Lachy), po francusku („Marie-douceur, Marie-colère” w wykonaniu Marie Laforêt), włosku („Tutto nero” Cateriny Caselli), niemiecku („Rot und schwarz” Karela Gotta), serbsku „U crno obojeno” Dragana Kojicia Keby czy fińsku („Kaapataan lentokone Moskovaan” zespołu Sleepy Sleepers).